# 巴萨瓦卡尔延
巴萨瓦卡尔延（Basavakalyan），是印度卡纳塔克邦Bidar县的一个城镇。总人口58742（2001年）。

## 人口
该地2001年总人口58742人，其中男性30660人，女性28082人；0—6岁人口9830人，其中男5144人，女4686人；识字率56.13%，其中男性为62.58%，女性为49.07%。